# Pemphigus nainitalensis
Pemphigus nainitalensis är en insektsart. Pemphigus nainitalensis ingår i släktet Pemphigus och familjen långrörsbladlöss. Inga underarter finns listade i Catalogue of Life.